# Tankesmedja
En tankesmedja är en organisation som arbetar med forskning, opinionsbildning och idédebatt inom olika samhällsfrågor. Dessa är ofta knutna till ett politiskt parti, arbetsgivarorganisation eller fackförening men kan även vara knutna till myndigheter och universitet där de fungerar som policyorienterade forskningsinstitut. 
Ordet ”tankesmedja” är en motsvarighet till engelskans ”think tank”. Ordet finns belagt i svenskan sedan 1898 i Erik Axel Karlfeldts dikt ”Rimsmeden”.
| ”                                                             | Nu, grofva smide från min tankesmedja, skall släggan gå och pröfva, hvad du tål. Jag vet, att länkar brista i din kedja, men vet jämväl, att där finns ärligt stål. | „ |
| – Erik Axel Karlfeldt, Fridolins visor och andra dikter, 1898 | |   |